# إيرنيستو خواريز
إيرنيستو خواريز (بالإسبانية: Ernesto Juárez) هو لاعب كرة قدم أرجنتيني في مركز الهجوم، ولد في 16 ديسمبر 1935 في سان ميغيل دي توكومان في الأرجنتين. لعب مع روزاريو سنترال وفيرو كاريل أويستي.

## وصلات خارجية
- إيرنيستو خواريز على موقع قاعدة بيانات كرة القدم.إي يو (الإنجليزية)
- إيرنيستو خواريز على موقع ناشيونال فوتبول تيمز (الإنجليزية)
- إيرنيستو خواريز على موقع عالم كرة القدم.نت (الإنجليزية)